# Гендера, Теодор
Теодор Гендера (пол. Teodor Gendera; 19 апреля 1925 — 13 апреля 2001) — польский актёр театра, кино, радио и телевидения.

## Биография
Теодор Гендера родился в Познани. Актёрское образование получил на балетных и актёрских курсах в Познани и в Государственной высшей актёрской школе в Варшаве (PWSA), которую окончил в 1948 году. Дебютировал в театре в 1948 в Познани. Актёр театров в Познани, Варшаве и Жешуве. Выступал в спектаклях «театра телевидения» в 1959—2000 годах и в радиопередачах «Польского радио». Умер в Варшаве, похоронен на кладбище Старые Повонзки.

## Избранная фильмография
- 1955 — Волшебный велосипед / Zaczarowany rower
- 1961 — Два господина N / Dwaj panowie N
- 1962 — Между берегами / Między brzegami
- 1962 — Одно другого интересней / Wielka, większa i największa
- 1964 — Барышня в окошке / Panienka z okienka
- 1966 — Бич Божий / Bicz Boży
- 1968 — Пароль «Корн» / Hasło Korn
- 1970 — Зажигалка / Zapalniczka
- 1970 — Перстень княгини Анны / Pierścień księżnej Anny
- 1970 — Нюрнбергский эпилог / Epilog norymberski
- 1970 — Приключения пса Цивиля / Przygody psa Cywila (только в 5-й серии)
- 1971 — Золотой Круг / Złote Koło
- 1971 — Не люблю понедельник / Nie lubię poniedziałku
- 1971 — Агент № 1 / Agent nr 1
- 1971 — Болеслав Смелый / Bolesław Śmiały
- 1973 — Большая любовь Бальзака / Wielka miłość Balzaka
- 1973 — Яношик / Janosik
- 1974 — Первый правитель / Gniazdo
- 1974 — Земля обетованная / Ziemia obiecana
- 1975 — Доктор Юдым / Doktor Judym
- 1975 — Ночи и дни / Noce i dnie
- 1977 — Польские пути / Polskie drogi (только в 5-й серии)
- 1977 — Смерть президента / Śmierć prezydenta
- 1977 — Дело Горгоновой / Sprawa Gorgonowej
- 1977 — Кукла / Lalka (только во 2-й серии)
- 1978 — Без наркоза / Bez znieczulenia
- 1979 — Обратный билет / Bilet powrotny
- 1979 — Ария для атлета / Aria dla atlety
- 1979 — Отец королевы / Ojciec królowej
- 1980 — Королева Бона / Królowa Bona (только в 6-й серии)
- 1981 — Война миров. Следующее столетие / Wojna światów – następne stulecie
- 1981 — Окрестности спокойного моря / Okolice spokojnego morza
- 1981 — Ян Сердце / Jan Serce (только в 3-й серии)
- 1982 — Отплата / Odwet
- 1983 — Альтернативы 4 / Alternatywy 4 (только в 8-й серии)
- 1983 — Верная река / Wierna rzeka
- 1984 — Это только рок / To tylko rock
- 1984 — Планета портной / Planeta krawiec
- 1984 — Баритон / Baryton
- 1985 — Секирезада / Siekierezada
- 1986 — Предупреждения / Zmiennicy (только в 1-й серии)
- 1987 — Райская птица / Rajski ptak
- 1989 — Капитал, или Как сделать деньги в Польше / Kapitał, czyli jak zrobić pieniądze w Polsce
- 1989 — Моджеевская / Modrzejewska (только в 4-й серии)
- 1990 — Ян Килинский / Jan Kiliński

## Признание
- 1955 — Медаль «10-летие Народной Польши».